# Team Waoo
Team Waoo (før kendt under navnene Team Virtu Cycling, Team VéloCONCEPT, Team Trefor-Blue Water og Team TREFOR) var et UCI Continental-hold, der blev opstartet i 2010 og var baseret i Danmark. Holdet deltager ved UCI Continental Circuits.
Den 22. juli 2016 blev holdets sponsorat overtaget af Bjarne Riis og Lars Seier Christensen. Samme dag fik holdet navnet Team Virtu Pro-Veloconcept, som blev brugt i sidste halvdel af 2016. I november samme år blev Bjarne Riis og Lars Seier Christensen endnu mere involveret i holdet, da de på et pressemøde annoncerede, at de overtog ejerskabet af holdet samt det danske kvindelige cykelhold Team BMS Birn. I januar 2017 meddelte holdet, at navnet blev ændret til Team VéloCONCEPT. Den 11. september 2017 skiftede holdet navn fra Team VéloCONCEPT til Team Virtu Cycling. Det skete i forbindelse med at en ny ejer, Jan Bech Andersen, havde købt en tredjedel af aktierne i firmaet. Pr. 1. august 2018 skiftede holdet navn til Team Waoo.
Ved udgangen af 2019 blev holdet lukket ned, og aktiviteterne ophørte.
Det oprindelige hold, Team TREFOR, anede dagens lys den 6 maj 2010 , da Vejle Cykelklub (ved Morten Mejsen Westergaard) havde et opstartsmøde med TREFORS administrerende direktør (Knud Steen Larsen). Herefter gik det stærkt med stiftelse og dannelse af team sammen med moder-klubberne i lokalområdet. Team TREFOR kørte løb allerede i 2011 med "Garanti koncept" som grundlag. Kørte en rytter sig i A-klassen fra en af klubberne i Kolding, Middelfart, Vejle eller Frederica, så var han garanteret en plads på teamet.

## Sæsoner

### 2019
| Trup 2019                                   | Trup 2019        | Trup 2019                        | Trup 2019 |
| Rytter                                      | Fødselsdag       | Seneste hold                     |           |
| ------------------------------------------- | ---------------- | -------------------------------- | --------- |
| Michael Carbel                              | 7. februar 1995  | Fortuneo-Samsic (2018)           |           |
| Patrick Clausen (1. jan.–6. mar.)           | 2. juli 1990     | Riwal CeramicSpeed (2018)        |           |
| Silas Zacharias Clemmensen                  | 25. oktober 1996 | Herning CK Elite p/b Look (2018) |           |
| Frederik Nybo Eriksen                       | 7. marts 2000    | Herning CK Junior (2018)         |           |
| Rasmus Guldhammer                           | 9. marts 1989    | Stölting Service Group (2016)    |           |
| Andreas Hyldgaard Jeppesen                  | 21. juli 1996    |                                  |           |
| Johan Langballe                             | 9. februar 1999  | Herning CK Junior (2017)         |           |
| Mathias Larsen                              | 2. maj 1999      | ColoQuick (2018)                 |           |
| Martin Mortensen                            | 5. november 1984 | Riwal CeramicSpeed (2018)        |           |
| Jesper Schultz                              | 27. februar 1996 | ColoQuick-Cult (2017)            |           |
| Frederik Thomsen                            | 3. oktober 2000  |                                  |           |
| Oliver Wulff Frederiksen (21. maj–31. dec.) | 11. oktober 2000 | Team ABC Junior (2018)           |           |
|                                             |                  |                                  |           |
| Kilder: ProCyclingStats Cycling Quotient    |                  |                                  |           |

#### Sejre
| 31. mar. | Tour de Normandie, 7. etape | 2.2 | Johan Langballe |

### 2018
| Trup 2018                                | Trup 2018         | Trup 2018                           | Trup 2018 |
| Rytter                                   | Fødselsdag        | Seneste hold                        |           |
| ---------------------------------------- | ----------------- | ----------------------------------- | --------- |
| Asbjørn Kragh Andersen                   | 9. april 1992     | Delko-Marseille Provence-KTM (2017) |           |
| Kasper Asgreen (1. jan.–31. mar., note)  | 8. februar 1995   | MLP Bergstraße (2015)               |           |
| Jakob Egholm                             | 27. april 1998    | Giant-Castelli (2017)               |           |
| Audun Brekke Fløtten                     | 20. august 1990   | Uno-X Hydrogen Development (2017)   |           |
| Rasmus Guldhammer                        | 9. marts 1989     | Stölting Service Group (2016)       |           |
| Mikkel Honoré (1. jan.–31. jul., note)   | 21. januar 1997   | Lotto-Soudal U23 (2017)             |           |
| Andreas Hyldgaard Jeppesen               | 21. juli 1996     |                                     |           |
| Alexander Kamp                           | 14. december 1993 | Stölting Service Group (2016)       |           |
| Mathias Krigbaum                         | 3. februar 1995   | ColoQuick-Cult (2017)               |           |
| Johan Langballe                          | 9. februar 1999   | Herning CK Junior (2017)            |           |
| Niklas Larsen                            | 22. marts 1997    | Team Kelberg-Roskilde Junior (2015) |           |
| Jesper Schultz                           | 27. februar 1996  | ColoQuick-Cult (2017)               |           |
| Torkil Veyhe                             | 9. januar 1990    | ColoQuick-Cult (2017)               |           |
|                                          |                   |                                     |           |
| Kilder: ProCyclingStats Cycling Quotient |                   |                                     |           |

note: Kasper Asgreen, holdskifte
note: Mikkel Honoré, stagiaire

#### Sejre
| 9. mar.  | Istrian Spring Trophy, 1. etape        | 2.2  | Kasper Asgreen         |
| 15. apr. | Tour du Loir-et-Cher, Samlede stilling | 2.2  | Asbjørn Kragh Andersen |
| 1. maj   | Eschborn-Frankfurt U23                 | 1.2U | Niklas Larsen          |
| 5. maj   | Sundvolden Grand Prix                  | 1.2  | Alexander Kamp         |
| 20. maj  | Tour of Norway, 5. etape               | 2.HC | Alexander Kamp         |
| 27. maj  | Circuit de Wallonie                    | 1.2  | Mikkel Honoré          |
| 1. sep.  | Lillehammer Grand Prix                 | 1.2  | Alexander Kamp         |

### 2017
| Trup 2017                                                 | Trup 2017         | Trup 2017                                          | Trup 2017 |
| Rytter                                                    | Fødselsdag        | Seneste hold                                       |           |
| --------------------------------------------------------- | ----------------- | -------------------------------------------------- | --------- |
| Kasper Asgreen                                            | 8. februar 1995   | MLP Bergstraße (2015)                              |           |
| Michael Carbel                                            | 7. februar 1995   | Stölting Service Group (2016)                      |           |
| Anthon Charmig                                            | 25. marts 1998    | Team Børkop Cykler-Carl Ras Roskilde Junior (2016) |           |
| Niklas Eg                                                 | 6. januar 1995    | Herning Cykle Klub (2015)                          |           |
| Rasmus Guldhammer                                         | 9. marts 1989     | Stölting Service Group (2016)                      |           |
| Andreas Hyldgaard Jeppesen                                | 21. juli 1996     |                                                    |           |
| Alexander Kamp                                            | 14. december 1993 | Stölting Service Group (2016)                      |           |
| Niklas Larsen                                             | 22. marts 1997    | Team Kelberg-Roskilde Junior (2015)                |           |
| Mark Sehested Pedersen                                    | 6. november 1991  | Blue Water (2013)                                  |           |
| Mads Rahbek                                               | 19. oktober 1995  | Blue Water Junior (2013)                           |           |
| Michael Reihs                                             | 25. april 1979    | Stölting Service Group (2016)                      |           |
| Thomas Nybo Riis                                          | 31. august 1992   | Blue Water (2013)                                  |           |
| Nicolaj Steen                                             | 4. januar 1995    |                                                    |           |
|                                                           |                   |                                                    |           |
| Kilder: ProCyclingStats Cycling Quotient Cycling Archives |                   |                                                    |           |

#### Sejre
| 12. mar. | International Tour of Rhodes, 3. etape               | 2.2 | Alexander Kamp    |
| 8. apr.  | Circuit des Ardennes, 2. etape                       | 2.2 | Rasmus Guldhammer |
| 15. apr. | Tour du Loir-et-Cher, 4. etape                       | 2.2 | Alexander Kamp    |
| 16. apr. | Tour du Loir-et-Cher, Samlede stilling               | 2.2 | Alexander Kamp    |
| 29. apr. | GP Viborg                                            | 1.2 | Kasper Asgreen    |
| 6. maj   | Sundvolden Grand Prix                                | 1.2 | Rasmus Guldhammer |
| 7. maj   | Ringerike Grand Prix                                 | 1.2 | Rasmus Guldhammer |
| 3. aug.  | Enkeltstart for U23 herrer ved EM i landevejscykling | CC  | Kasper Asgreen    |